# Voto nulo en México
El voto expresado en una boleta normalmente se considera válido salvo que el elector, por error o intencionalmente, no exprese su voluntad de manera indubitable en la boleta electoral o papeleta. A nivel federal el Código Federal de Instituciones y Procedimientos Electorales (COFIPE) define el voto nulo como aquel expresado por un elector en una boleta que depositó en la urna, pero que no marcó un solo cuadro en el que se contenga el emblema de un partido político, el de una coalición o el de los emblemas de los partidos coaligados, o cualquier voto emitido en forma distinta a la señalada en COFIPE. Respecto de la contabilidad de los votos nulos, fija las reglas para el momento del escrutinio de las boletas en las casillas y eventualmente en los consejos distritales cuando el número de votos nulos sea mayor a la diferencia entre los candidatos ubicados en el primero y segundo lugares en votación.

Es importante distinguir entre la anulación del voto, la anulación de la casilla y la anulación de la elección, ya que las tres se presentan por distintas razones legales y no se siguen unas de las otras. Desde el punto de vista conceptual un voto nulo es aquel que no reúne los requisitos legales para ser válido. Estos requisitos suelen ser de forma, ya sea de carácter simplemente material (falsificación de boletas, mutilación de estas o su ausencia en el supuesto del voto por correo, entre otras causas), o de orden subjetivo (cuando sea imposible determinar la intención de voto del elector o porque su voluntad –o su consentimiento– tenga algún vicio). En cuanto al elemento voluntario podemos distinguir entre el voto anulado por error o descuido del emisor del sufragio y el voto anulado en forma intencional. 

En 2012 el INE (antes IFE) concluyó que en las elecciones federales de ese año se registró la cifra más alta de voto nulo intencional en 20 años. Para la elección de presidente, se anularon 1 millón 241'154 votos, que equivalen al 2.42% de la  votación, un porcentaje mayor que el obtenido por el partido Nueva Alianza, representado por Gabriel Quadri. En el caso de la elección para diputados y senadores, está equivale al 5.52%  y 4.92% de la votación, respectivamente. 

## Causales de nulidad del voto
El COFIPE, al regular las operaciones de escrutinio y cómputo de los votos al cierre de la jornada electoral, en las que actúan las mesas directivas de casilla (artículo 274, párrafo 2), menciona que es voto nulo:   
- Aquel expresado por un elector en una boleta, sin haber marcado ningún cuadro que contenga el emblema de un partido político (inciso a); y
- Cuando el elector marque dos o más cuadros sin existir coalición entre los partidos cuyos emblemas hayan sido marcados (inciso b).

En el artículo 277 el COFIPE establece reglas para determinar la validez o nulidad de los votos en el momento del escrutinio en las casillas.  
- Se contará un voto válido por la marca que haga el elector en un solo cuadro en el que se contenga el emblema de un partido político […] .
- Se contará como nulo cualquier voto emitido en forma distinta a la señalada […] .

Las siguientes son formas en las que fueron anulados los votos en la elección de 2012: 
1. Se marcó en la boleta dos o más recuadros de partidos que no forman una coalición.
2. Se marcó dos o más emblemas con nombres de diferentes candidatos.
3. El elector marcó en su totalidad la boleta electoral.
4. Se marcó fuera del recuadro del partido o candidato.
5. Se depositó la boleta en blanco.
6. Se anotó en el espacio de candidatos no registrados mensajes que muestran su intención de anular el voto.
7. La boleta presentó algún desprendimiento que impide conocer la intención del voto emitido.

## Polémica sobre la utilidad del voto nulo
Tanto el voto nulo como la abstención al voto representan un desafío importante de los sistemas democráticos ya que es una manifestación de la poca representatividad de las instituciones políticas, la falta de confianza en las instituciones encargadas de la realización de las mismas y/o de la falta de interés político de los ciudadanos. 

Desde las elecciones legislativas de 2009 a la fecha, varios grupos, tanto de intelectuales, empresariales, como estudiantiles, han abanderado el movimiento del abstencionismo y el voto nulo como una forma de protesta pacifica que busca cambiar la forma de actuar de los políticos mexicanos. A estos grupos se oponen aquellos que consideran que el voto nulo y la abstención no son una forma efectiva de protesta y que sólo fomenta el mantenimiento de partidos con baja intención de voto por un efecto de curva al hacer el conteo de la votación nacional emitida. Estos grupos esgrimen la tesis de "hay que votar por el menos malos para evitar que los partidos pequeños obtengan subsidios de nuestros impuestos". 

La tesis de "votar por el menos malos" se sostiene de la premisa equivocada que el registro de los partidos se mantiene por el porcentaje de la votación nacional emitida, este es un error ya que para el caso del registro se considera la votación total emitida. Otra premisa equivocada que sostiene es la forma en la que se reparte el dinero a los partidos, ya que la pérdida del registro de un partido no implica un menor gasto presupuestal para los partidos, sino que el presupuesto previamente asignado se reparte entre un menor número de partidos. 

Del lado de los partidarios del voto nulo, se les crítica que la anulación del voto no es un acto contundente y claro que impacte o afecte a los partidos. En general son considerados como ingenuos ya que su acto de protesta pacífica exige una enorme voluntad política de todos los partidos y las instituciones para generar cambios reales que pretenden exigir a clase política.

## Distinción jurídica de los tipos de voto en México
La Ley General de Instituciones y Procedimientos Electorales (LEGIPE) es el ordenamiento que regula la función del Estado de preparar, organizar y conducir las elecciones federales, locales, así como también los procesos de participación ciudadana y procesos internos de partidos que así lo soliciten. La LEGIPE es de orden público y de observancia general en el territorio nacional y para los Ciudadanos que ejerzan su derecho al sufragio en territorio extranjero.  

En la LEGIPE se definen tres tipos de votación (artículo 15, numeral 1 y 2, y 21 numeral 1): 

Votación total emitida: todos los votos depositados en las urnas. 

Votación válida emitida: el resultado de restar a la votación total emitida, los votos nulos y los votos por candidatos no registrados. 

Votación nacional emitida: resultado de restar, a la votación total emitida, los votos de los partidos que no alcanzan el tres por ciento en la votación válida emitida, los votos de candidatos independientes y los votos nulos.

Es importante la distinción entre los tipos de votación, pues todos los criterios de fundamentación para la existencia de un partido político se sustentan en la votación válida emitida. Así, los votos nulos son inútiles, ya que todos los cálculos los omiten enteramente. Por otra parte, el voto nulo tampoco tiene consecuencias jurídicas directas, ya que las normas electorales no contemplan ningún mecanismo para distinguir entre los votos nulos accidentales y los intencionales.

## Voto nulo como forma de protesta social
A lo largo de la historia y dependiendo de la tradición y situación de cada país, el voto nulo ha sido incluso la bandera de lucha de algunos partidos políticos o como medio de protesta por algunos ciudadanos que no creen en el régimen político o en el sistema electoral que se encuentra vigente en un país, o bien porque no se sienten representados por ninguna de las opciones electorales que se les ofrecen. Tomando en cuenta el contenido de las normas electorales que están vigentes, el voto nulo lejos de afectar, favorece a todas las fuerzas políticas por igual, y puede ser un factor determinante para que los partidos políticos que se constituyeron recién el año pasado, conserven su registro.

Se debe hacer una distinción entre el abstencionismo y la anulación del voto. En el primero caso, los ciudadanos no acude a votar; mientras en el segundo, el ciudadano se presenta a las urnas con la intención de inutilizar su boleta electoral, para que ese voto no sea válido para ningún candidato o partido político, ya sea marcando varias opciones incompatibles entre sí, escribiendo algún mensaje en particular, votando por algún candidato no registrado oficialmente, o bien depositando su boleta sin marcar opción alguna.

La elección intermedia del año 2009 marcó un parteaguas importante en la historia de las elecciones recientes, ya que se registró el mayor porcentaje de votos nulos para una elección de diputados en los últimos dieciséis años con 1,867,729 sufragios anulados, lo que representó un total del 5.4% de votos nulos respecto del total emitido. Sin duda alguna, ese gran porcentaje votos nulos se debió a diversos factores, entre los que destacan la indignación de la población respecto del desempeño de sus gobernantes, y las campañas promovidas por algunos académicos y organizaciones civiles que presentaban al voto nulo como un mecanismo de protesta efectivo y pacífico.

En 2012 se rebasó el máximo de votos anulados en 20 años al ser anulados 2,471,004 (4.96%) votos para la elección de diputados, 2,755,654 (5.52%) votos para la elección de senadores 1,236,857 (2.47%) votos para la elección de presidente.